# Ruská superliga ledního hokeje
Ruská superliga ledního hokeje (rusky Суперлига – Чемпионат России по хоккею с шайбой) byla v letech 1996 až 2008 ruskou nejvyšší klubovou soutěží v ledním hokeji. Avšak po sezóně 2007–08 zanikla a nahradila ji Kontinentální hokejová liga.

## Přehled jednotlivých sezon
Předchůdkyně: Sovětská liga ledního hokeje a Mezinárodní hokejová liga
| Ročník    | Mistr                  | Vicemistr              | 3. místo                                       | Hráči ČR s titulem                                                |
| --------- | ---------------------- | ---------------------- | ---------------------------------------------- | ----------------------------------------------------------------- |
| 1996/1997 | Lokomotiv Jaroslavl    | Lada Toljatti          | Salavat Julajev Ufa                            | nikdo                                                             |
| 1997/1998 | Ak Bars Kazaň          | Metallurg Magnitogorsk | Torpedo Jaroslal                               | nikdo                                                             |
| 1998/1999 | Metallurg Magnitogorsk | Dynamo Moskva          | Lokomotiv Jaroslavl                            | nikdo                                                             |
| 1999/2000 | Dynamo Moskva          | Ak Bars Kazaň          | Metallurg Magnitogorsk a Metallurg Novokuzněck | nikdo                                                             |
| 2000/2001 | Metallurg Magnitogorsk | Avangard Omsk          | Severstal Čerepovec                            | nikdo                                                             |
| 2001/2002 | Lokomotiv Jaroslavl    | Ak Bars Kazaň          | Metallurg Magnitogorsk                         | Jan Peterek Vladimír Vůjtek (trenér)                              |
| 2002/2003 | Lokomotiv Jaroslavl    | Severstal Čerepovec    | Lada Togliatti                                 | Jan Peterek Radim Tesařík Karel Rachůnek Vladimír Vůjtek (trenér) |
| 2003/2004 | Avangard Omsk          | Metallurg Magnitogorsk | Ak Bars Kazaň a Lada Togliatti                 | Jaroslav Bednář Pavel Patera Tomáš Vlasák                         |
| 2004/2005 | Dynamo Moskva          | Lada Toljatti          | Lokomotiv Jaroslavl                            | Pavel Rosa                                                        |
| 2005/2006 | Ak Bars Kazaň          | Avangard Omsk          | Metallurg Magnitogorsk a Lokomotiv Jaroslavl   | nikdo                                                             |
| 2006/2007 | Metallurg Magnitogorsk | Ak Bars Kazaň          | Avangard Omsk a HC CSKA Moskva                 | Jaroslav Kudrna Jan Marek                                         |
| 2007/2008 | Salavat Julajev Ufa    | Lokomotiv Jaroslavl    | Metallurg Magnitogorsk a Ak Bars Kazaň         | Michal Mikeska Miroslav Blaťák Radek Philipp Milan Hnilička       |

## Přehled vítězů Ruské superligy
| Tým                    | (celkový vítěz)                 | Stříbrná medaile                |
| ---------------------- | ------------------------------- | ------------------------------- |
| Metallurg Magnitogorsk | 1998/1999, 2000/2001, 2006/2007 | 1997/1998, 2003/2004            |
| Lokomotiv Jaroslavl    | 1996/1997, 2001/2002, 2002/2003 | 2007/2008                       |
| Ak Bars Kazaň          | 1997/1998, 2005/2006            | 1999/2000, 2001/2002, 2006/2007 |
| HK Dynamo Moskva       | 1999/2000, 2004/2005            | 1998/1999                       |
| Avangard Omsk          | 2003/2004                       | 2000/2001, 2005/2006            |
| Salavat Julajev Ufa    | 2007/2008                       | —                               |
| HK Lada Toljatti       | —                               | 1996/1997, 2004/2005            |
| Severstal Čerepovec    | —                               | 2002/2003                       |

Dále pokračuje: Kontinentální hokejová liga.